# Ribbsvampslända
Ribbsvampslända (Sisyra dalii) är en insektsart som beskrevs av Mclachlan 1866. Ribbsvampslända ingår i släktet Sisyra och familjen svampdjurssländor. Enligt den svenska rödlistan är arten nära hotad i Sverige. Arten förekommer i Götaland. Artens livsmiljö är sjöar och vattendrag, våtmarker. Inga underarter finns listade i Catalogue of Life.